# Kathrine Koczynski
Kathrine Koczynski (* 16. September 1980) ist eine US-amerikanische Skeletonpilotin.
Katie Koczynski lebt in Upper Nyack. Die Studentin der Columbia University begann 1999 mit dem Skeletonsport und gehört seit 2002 zum Nationalkader der USA. Sie wird von Fred Flinstone, John Cirilo und Tom Sheehan trainiert. Ihr erstes großes Rennen fuhr sie 2000 bei den US-Meisterschaften und wurde dort Achte. Im November des Jahres fuhr sie erstmals in Calgary im Skeleton-America’s-Cup und wurde Neunte. Ein Jahr später erreichte sie als Dritte an selber Stelle ein erstes Topergebnisse und wurde anschließend zweimal Zweite in Lake Placid. Am Ende war sie hinter Janet Ivers Zweite in der Gesamtwertung des America’s Cup. Bei den US-Meisterschaften 2002 wurde sie Zweite hinter Lea Ann Parsley. Ihr Skeleton-Weltcup-Debüt gab Koczynski im November 2002 in Calgary und wurde 15. Schon im zweiten Rennen in Park City kam sie als Siebte unter die Top Ten. Im November 2003 wurde sie in Calgary Vierte und erreichte damit ihr bisher bestes Ergebnis in dieser Rennserie. Bei den US-Meisterschaften kam sie auf den dritten Rang, bei der Skeleton-Weltmeisterschaft 2004 in Königssee wurde sie 12. Im Dezember 2004 konnte Koczynski in Park City ihre ersten America’s-Cup-Rennen gewinnen. Die Bob- und Skeleton-Weltmeisterschaften 2005 in Calgary beendete die US-Amerikanerin erneut auf Rang 12.
Katie Koczynski ist mit Bill Demong verheiratet.